# Piotr Łoboz
Piotr Łoboz (ur. 29 czerwca 1900 w Samborze, zm. 10 lipca 1968 we Wrocławiu) – polski pianista.

## Życiorys
Ukończył studia u Wiktora Łabuńskiego w Konserwatorium Krakowskim. Kształcił się też w Berlinie u Egona Petriego i Artura Schnabla. Uczestniczył w kursach mistrzowskich Artura Rubinsteina. Uczestniczył w I Międzynarodowym Konkursie Pianistycznym im. Fryderyka Chopina (1927). Od 1928 roku pracował w rozgłośni Polskiego Radia Kraków, koncertował w kraju i za granicą. W 1939 roku objął klasę fortepianu w Konserwatorium Lwowskim. W latach 1940–1941 był współpracownikiem Opery Lwowskiej.
Po 1945 roku osiadł we Wrocławiu, gdzie w latach 1946–1968 współpracował z rozgłośnią Polskiego Radia. Dokonał licznych nagrań fonograficznych. Od 1961 do 1968 roku był solistą i kameralistą Filharmonii Wrocławskiej. Koncertował w Czechosłowacji, NRD, ZSRR i na Węgrzech.